# 桑田泉
桑田 泉（くわた いずみ、男性、1969年11月25日 - ）は、日本・大阪府出身のプロゴルファー、野球選手。現在は日本プロゴルフ協会のティーチングプロをつとめる。

## プロフィール
兄は桑田真澄、甥は桑田真樹とMatt。
PL学園高校野球部では同期に立浪和義・片岡篤史・野村弘樹・橋本清らがいる。なお、後輩に宮本慎也・野々垣武志がいる。1987年度の第59回選抜高等学校野球大会と第69回全国高等学校野球選手権大会両優勝チームの一員だが、春はレギュラーとして左翼手を務めていた一方、夏はベンチを温めることが多かった。
高校卒業後、青山学院大学硬式野球部に入部。
1993年3月に青山学院大学を卒業（中学校・高校の社会科教員免許取得）。身体の故障で野球を断念。渡米し、ゴルフを始める。
1997年帰国、デビッド・レッドベターゴルフアカデミー日本校でアシスタント兼プレーヤーとして所属、2000年に日本ゴルフツアー機構(JGTO)ツアーに参戦。
2004年、日本プロゴルフ協会(PGA)の会員となり、ティーチングプロとなった。2007年にはダブルイーグルを設立、町田市に「ゴルフアカデミーEAGLE 18」を開業する。
2010年、自らが提唱する「Quarter理論」により、PGAティーチングプロアワードの最優秀賞を受賞する。最優秀賞は過去2回（2008・2009年）該当者なしだったので初の受賞者となった。
兄が会長であるボーイズリーグ・麻生ジャイアンツのコーチも一時期務めた。

## 出演
- J SPORTS ワイド（ゴルフレッスンコーナー講師。2008年6月 - 2010年2月、J SPORTS）
  - 2011年1月現在、過去のコーナーを再編集した「桑田泉のゴルフアカデミー」を放送。また、番組を収録したDVDも発売されている。